# Teluk Ketapang (Pemayung)
Teluk Ketapang is een bestuurslaag in het regentschap Batang Hari van de provincie Jambi, Indonesië. Teluk Ketapang telt 1184 inwoners (volkstelling 2010).